# Khabab
Khabab —en àrab خبب, Ḫabab, de l'arameu Khaba— és un poble cristià situat al nord-oest de Damasc, Síria. Els cristians locals pertanyen a l'Església greco-catòlica melquita i a l'Església Ortodoxa d'Antioquia.